# Rossoș
Rossoș (ru. Россошь) este un oraș situat în partea de vest a Federației Ruse, în Regiunea Voronej. La recensământul din 2002 avea o populație de 62.923 locuitori.